# Weekends
Weekends è un singolo del gruppo musicale statunitense Black Eyed Peas, pubblicato nel 2000 ed estratto dall'album Bridging the Gap. 
Il brano vede la partecipazione della cantante canadese Esthero.

## Tracce
- CD (Europa)

1. Weekends - 4:47
2. Empire Strikes Black - 3:53
3. Magic - 3:58
4. BEP Empire (Music Video)